# Kernével (Finistère)
Kernével [kɛʁnevɛl] est une  commune associée à Rosporden depuis 1974 du département du Finistère.

## Toponymie
Le nom de Kernével vient du mot breton kêr qui veut dire village et de nevez qui veut dire nouveau, ou plus douteusement de ker et newel (noyal) utilisé pour indiquer une terre nouvellement défrichée, ou de ker et d'une corruption linguistique ou plutôt d'une forme archaïque du prénom Neñvel (Numel<>Nemel<>Nevel) qui signifie céleste ou plus vraisemblablement de Kernev-uhel qui veut dire paroisse de Haute-Cornouaille. Kernével pourrait également signifier village du vent, ker et avel voulant respectivement dire village et vent en breton.
Précédemment la paroisse était nommée Kernevell, 1278; Kemevel, v. 1330, Kerneuguell, 1368; Kerneguel, 1405; Kernevel, 1535; breton Kernel.

## Géographie
Le bourg de Kernével est situé à quatre kilomètres à l'Est de Rosporden et possède l'èglise paroissiale de Saint-Colomban, une mairie annexe, une école primaire et maternelle, une poste, des commerces de proximité ainsi qu'une vie associative relativement indépendante de Rosporden (club de foot, comité des fêtes, festival de musique...).
La commune de Kernével appartenait au canton de Bannalec avant la fusion. Son territoire avait une superficie de 42,75 km2. Il était délimité à l'ouest par le cours de l'Aven et à l'est par les cours du Ster Goz et du ruisseau de la Véronique. À l'inverse de la commune de Rosporden de taille très modeste et très urbanisée, la commune de Kernével était essentiellement rurale et de taille assez importante.

## Histoire

### Préhistoire et Antiquité
L'ancienne forêt de Lusuen [Luzuen] (son nom même signifie "charme" ou "sortilège") renferme plusieurs monuments mégalithiques : le Chevalier de Fréminville cite deux dolmens voisins, l'un dont la table plate-forme est formée d'une seule pierre, de 6,26 m de longueur sur 3,30 m de largeur, qui repose sur huit pierres verticales disposées en parallélogramme et est haut de 1,65 mètre ; la table de l'autre n'a que 3,76 m de long et 2,41m dans sa plus grande largeur et est supportée par quatre pierres debout. En descendant dans une vallée au-dessous du manoir de Kermadéoua, il décrit un troisième dolmen [en fait une allée couverte d'après la description qu'il en fait] de 12,87 mètres de long et dont la plate-forme est composée de deux pierres, dont la plus grande est cassée en deux. Il cite encore un autre dolmen qui se trouve à une lieue de Kermadéoua, près la lisière de la forêt, dans un petit champ appelé Kerambruno, dont la table supérieure à 3,96 mètres de long, sur 2,31 m de large et est supportée par 4 piliers. Selon le Chevalier de Fréminville, sa table est fortement inclinée  « pour faciliter l'écoulement du sang des victimes humaines que les Druides immolaient sur ces autels barbares » [cette assertion est fausse, mais le chevalier est victime des croyances de son temps] . Il cite encore un autre dolmen [là encore une allée couverte en fait], situé sur une hauteur dominant la vallée de l'Aven, près du hameau de Kerroc'h, long de 16,50 mètres, mais déjà alors en piteux état (ses soutiens verticaux n'existent plus que d'un seul côté et deux des pierres de sa plate-forme sont en partie renversées) ;
l'intérieur était partagé en deux chambres.

### Moyen Âge
Selon, la notice sur la paroisse écrite par les chanoines Peyron et Abgrall en 1915, la première mention de Kernével remonte au cartulaire de Quimper de 1368. Kernével faisait partie des terres de Trevennou cédées à l'abbaye Sainte-Croix de Quimperlé en l'an 1030 et devait appartenir à une des communes primitives (Bannalec ou Scaër).
La commune de Kernével appartenait à une vicomté de vaste dimension dont le siège se trouvait à Goarlot (petit hameau situé à quatre kilomètres au sud du bourg de Kernevel) qui fut rattachée à la fin du XIIIe siècle à la seigneurie de Pont-l'Abbé. Le livre de l'Ost de Cornouaille nous apprend qu'en l'an 1294, le seigneur de Pont-l'Abbé doit deux chevaliers dont l'un pour la vicomté de Goarlot. Le vicomte de Goarlot avait droit à la basse et moyenne justice tandis que la haute justice était du ressort des seigneurs de Quimerc'h (en Bannalec) malgré la présence de piliers de justice et de fourches patibulaires attestées sur le territoire communal.

### Époque moderne
Guy du Gouardet, fils et héritier principal du seigneur de Kermadéoua, fut recteur de la paroisse de Kernével durant 48 ans entre 1627 et 1675 « où il s'est comporté plutôt en évêque qu'en simple recteur, parmi ses prêtres et paroissiens, l'espace de quarante-huit ans, jusqu'à sa mort ».
En 1658, le père Julien Maunoir prêcha une mission à Kernével.
Le manoir de Kermadéoua fut construit à la fin du XVIe siècle. Le 30 janvier 1747 Georges-Michel d'Amphernet épouse Jeanne Pauline du Gretz, héritière de Kermadéoua. Leur fils Léonor-Amand-Constans, baron d'Amphernet et seigneur de Kermadéoua, fut officier de cavalerie dans la garde du Roi, puis capitaine de la compagnie des garde-côtes de Quimper, puis de Rosporden et siégea aux États de Bretagne à partir de 1786 ; pendant la Révolution française, il cacha des prêtres réfractaires dans le manoir de Kermadéeoua, participa aux révoltes chouannes, participa aux conférences de La Prévalaye entre Hoche et les chefs chouans ; puis arrêté à Rennes, il fut passé par les armes le 9 janvier 1797.
En 1759 la paroisse de Kernével [le nom est écrit Quernevel] devait chaque année fournir 30 hommes pour servir de garde-côtes.
Jean-Baptiste Ogée décrit ainsi Kernével dans son "Dictionnaire de la province de Bretagne" en 1778 :

« Dans un fond ; à 5 lieues 1/4 à l'E.S.E de Quimper, son évêché ; à 34 lieues de Rennes, et à 3 lieues de Concarneau, sa subdélégation et son ressort. On y compte 1700 communiants. La cure est à l'alternative. Ce territoire, arrosé de plusieurs ruisseaux, renferme des terres en labour, des prairies, des landes, et produit beaucoup de cidre. Ses maisons nobles, en 1400, étaient le Quinilit, le Gouazel, Kerronay, le Querlot, Kergouet, Trelouarn et Bihan. »

### La Révolution française
Éléonor d'Amphernet(fils de Georges -Michel d'Amphernet) fut commandant de la compagnie de garde-côtes de Quimper, puis de celle de Rosporden, et l'un des créateurs de la loge maçonnique La Parfaite Union ; en 1788 il signe la protestation de la noblesse contre la convocation des États généraux avant d'émigrer en Angleterre en 1792. Le manoir est alors vendu comme bien national. Éléonor d'Amphernet rejoint alors la chouannerie, participant notamment à la réunion des chefs chouans au château de la Mabilais. Il est arrêté en décembre 1795 et fusillé le 27 décembre 1796 à Quimper ; deux de ses enfants sont morts alors qu'ils servaient dans la chouannerie : Aimé, âgé de seulement 16 ans, est tué lors de la bataille de Wissembourg[Laquelle ?] le 27 décembre 1796 et son frère Joseph, 20 ans, le 25 juin 1795 lors de l'expédition de Quiberon ; un autre de leurs frères, Charles-Marie, survécut à la chouannerie (il était surnommé "Royal Carnage") à laquelle il participa également ; devenu corsaire, combattant notamment sous les ordres de Surcouf, il décéda à l'Île Maurice en 1811.
Guillaume Bernard, un instituteur devenu juge de paix âgé d'environ 36 ans, fut assassiné par des Chouans dans la cour du presbytère de Kernével le 25 vendémiaire an IV (17 octobre 1795) et Yves Cavellat, curé constitutionnel de Kernével, fut tué dans son jardin la même nuit.

### LeXIXesiècle

#### Le passage du duc d'Angoulême
Le 30 juillet 1814 le duc d'Angoulême passa par Kernével à l'invitation du maire Vincent Billette de Villemeur.  « Arrivé à l'arc de triomphe [dressé spécialement pour la circonstance] , Son Altesse a bien voulu s'arrêter et recevoir les hommages respectueux des communes de Kernével et de Melgven, par l'organe du Maire de Kernével. Il a daigné recevoir des fruits et des crêpes qui lui ont été présentés par Mesdemoiselles Marie Louise Billette, Prédour et autres jeunes personnes de la commune, toutes parées du costume le plus élégant de la commune. Son Altesse a bien voulu s'entretenir avec Mr. le Maire et Mr. le Desservant, auquel il a fait plusieurs questions, après quoi il a continué sa route aux cris de " Vive le Roi ! Vive Mgr. le Duc d'Angoulême ! " » écrit le maire dans un rapport destiné au préfet.
Un an plus tard, le même Vincent Billette de Villemeur écrit :  « Ce jour 23 juillet 1815 , le drapeau blanc a été arboré sur la tour de Kernével, en témoignage de la satisfaction que la commune a éprouvée du retour de S. M. Louis XVIII ».

#### Description de Kernével en 1848
A. Marteville et P. Varin, continuateurs d'Ogée, décrivent ainsi la commune de Kernével en 1848 dans le "Dictionnaire de la province de Bretagne" :

« Quernével ou mieux Kernével (sous l'invocation de saint Gilles) ; commune formée de l'ancienne paroisse de ce nom; aujourd'hui succursale ; bureau des douanes. Cambry rapporte une coutume particulière à cette localité. Pendant toute la première nuit de noces, on donne des noisettes à la mariée. Les noix chez les Romains, étaient l'emblème du mariage, sans doute à cause de leur double enveloppe. Les noisettes avaient-elles chez les celtes la même signification ? Il y a en Quernével, outre l'église qui n'offre rien de remarquable, les chapelles du Moustoir, sous l'invocation de Saint Maurice; de Locjean sous l'invocation de saint Jean; de Beniguel, enfin sous l'invocation de sainte Yvonne. La chapelle du Moustoir, située à l'extrémité d'une belle avenue de hêtres, date de 1538. Son portail gothique est d'un style élégant, et fait un bel effet sous le dôme de verdure qui l'ombrage. Cet édifice parait avoir été construit sur les débris d'une chapelle qui avait appartenu aux Templiers. On trouve, à peu de distance, une butte artificielle, en forme de cône, au sommet de laquelle s'élevait une tour fortifiée, appelée le Moustoir (du latin Monasterium). Les paysans des environs appellent encore cette butte C'hastel ar Menech ruz (Château des Moines Rouges), dénomination par laquelle ils désignent constamment les Templiers, erreur que nous avons déjà relevée plusieurs fois. Géologie : constitution granitique. On parle le breton. »

#### Les autres faits duXIXesiècle
Selon un document déposé au Corps législatif 193 des 233 conscrits de Kernével pour la période allant de 1858 à 1867 ne savaient ni lire ni écrire.
Marie Augustin Prévost, une petite-fille d'Éléonor d'Amphernet (fille de Désirée d'Amphernet et Jean-Louis Prévost), née le 17 avril 1801 à Kernével, fut la mère de Charles Bonaventure du Breil de Rays, lequel fut le promoteur d'une désastreuse tentative de colonisation entre 1879 et 1881 dans l'île de Nouvelle-France (actuelle Nouvelle-Guinée), y fondant notamment Port-Breton, dont l'échec entraîna la mort de 150 colons. Le procès pour escroquerie qui le visa entraîna son emprisonnement et la saisie de tous ses biens, dont le manoir de Kermadéoua (ainsi que le château de Quimerc'h en Bannalec. 

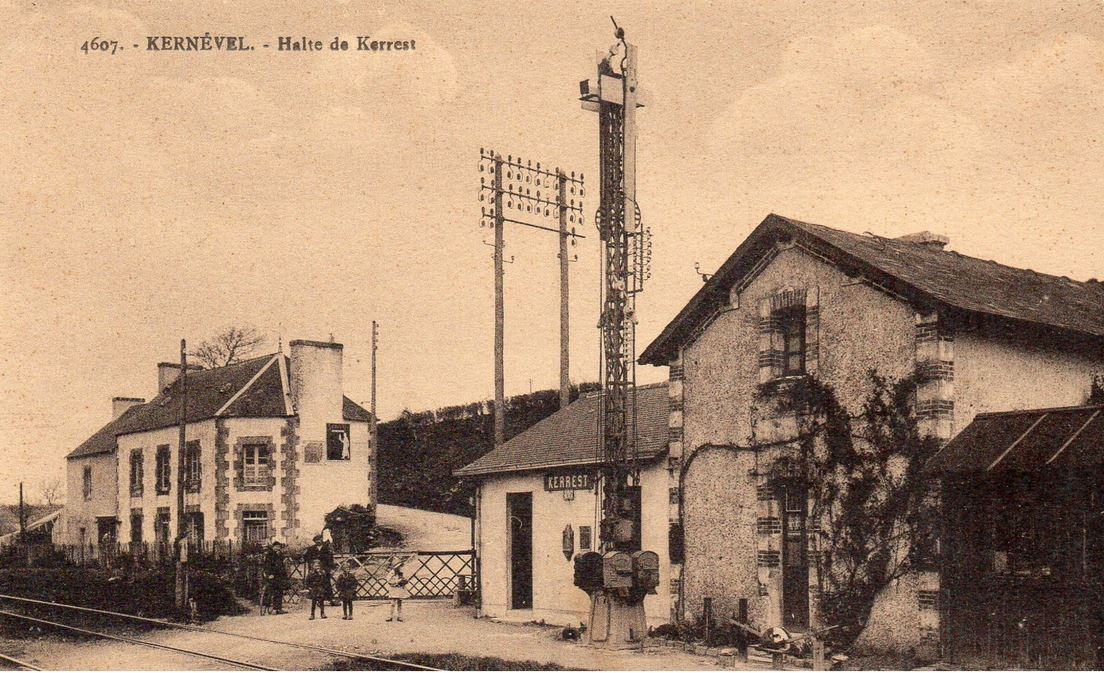
Halte de Kerrest

Le chemin de fer arrive en 1863 : la ligne de Savenay à Landerneau dessert Kernével qui dispose d'une halte au lieu-dit Kerrest, au sud du bourg. La halte sera désaffectée puis détruite au moment de l'électrification de la ligne.
La mise en service de la ligne de chemin de fer à voie métrique allant de Carhaix à Rosporden à lieu en août 1896. La ligne dessert huit stations intermédiaires dont celle du village de Locjean à Kernével. Elle sera fermée en juillet 1967 puis aménagée en voie verte, interdite à la circulation automobile.

#### L'école de hameau du Moustoir
Un rapport du Conseil général du Finistère indique en août 1880 que Kernével fait partie des 27 communes de plus de 500 habitants du Finistère qui n'ont encore aucune école de filles.
Fin XIXe la construction de 67 écoles de hameaux a été autorisée dans le Finistère par deux décrets :
- Le décret du 25 octobre 1881 qui a délégué une subvention pour 18 écoles de hameaux sur l'arrondissement de Quimperlé ; toutes ont été bâties dont 1 à Kernével (Le Moustoir).
- Le décret du 14 mars 1882 qui a délégué une subvention pour 50 écoles de hameaux sur les quatre autres arrondissements du département (Brest, Châteaulin, Morlaix, Quimper) à choisir dans les communes « dont le territoire est le plus étendu et les ressources les plus restreintes » ; 49 ont été bâties[20].

### LeXXesiècle

#### La Belle Époque
En réponse à une enquête épiscopale organisée en 1902 par Mgr Dubillard, évêque de Quimper et de Léon en raison de la politique alors menée par le gouvernement d'Émile Combes contre l'utilisation du breton par les membres du clergé, le recteur de Kernével écrit : « L'instruction est peu développée à Kernével parce que les enfants qui fréquentent l'école n'y restent guère après 13 ou 14 ans. Les enfants, après trois ou quatre années d'école au bourg, restent chez leurs parents. Ne parlant que breton dans leurs villages, ils oublient bien vite le peu de français qu'ils ont appris à l'école ».
Le 9 janvier 1903, Le Foll, curé de Kernével, fait partie des 31 prêtres du diocèse de Quimper dont les traitements sont retenus par décision du gouvernement Combes « tant qu'ils ne feront pas emploi de la langue française dans leurs instructions et l'enseignement du catéchisme » car ils utilisaient le breton.
| - Soupe des écoliers,Place de la mairie, vers 1900. - Groupes de villageois, Place de l'église, vers 1900. - Groupe de villageois au carrefour de la Croix, vers 1900. |

#### La Première Guerre mondiale
Le monument aux morts de Kernével porte les noms de 156 soldats morts pour la France pendant la Première Guerre mondiale. Parmi eux 8 soldats au moins sont morts sur le front belge; cinq (François Boulic, Corentin Bourhis, Corentin Guérer, Mathieu Kersulec, Louis Le Breton) sont morts en captivité en Allemagne ; deux sont morts en mer (Yves Lijour et René Sinquin) ; la plupart des autres sont décédés sur le sol français. Trois (Alain Carduner, Jean-Marie Carduner, René Sinquin) ont été décorés de la Médaille militaire.

#### La Seconde Guerre mondiale
Le monument aux morts de Kernével porte les noms de 24 personnes mortes pour la France pendant la Seconde Guerre mondiale. Parmi elles, François Nicolas, né le 16 mars 1915 à Kernével, rejoignit les Forces françaises libres et, sergent au 1er bataillon du Pacifique fut tué dans un bombardement le 28 mai 1942 lors de la bataille de Bir Hakeim (Libye) ; René Flécher est mort sur le front belge pendant la drôle de guerre.
Plusieurs résistants originaires de Kernével ont été tués pendant la Seconde Guerre mondiale : Roger Kerjose fut l'une des 18 victimes tuées par les Allemands le 15 juillet 1944 lors des combats de Kernabat (en Scaër) et Quillien (en Tourc'h) ; Yves Hervé, tué lors des combats pour la libération de Rosporden le 5 août 1944.

#### La fusion
À la suite de l'adoption de la loi du 16 juillet 1971 sur les fusions et regroupements de communes, dite « loi Marcellin » , un projet de fusion des communes de Rosporden, Kernével et Melgven voit le jour. En effet, l'urbanisation de Rosporden déborde déjà largement de l'étroit territoire communal, notamment dans le quartier de La Villeneuve-Cadol en Melgven et de celui du Bout-du-Pont en Kernével. La fusion-association de Rosporden et Kernével est entérinée en 1973, tandis que celle avec Melgven est rejetée par la population melgvinoise. Le quartier de La Villeneuve-Cadol sera détaché en 1979 de Melgven pour rejoindre la commune de Rosporden. A l'occasion de la fusion de 1973, le territoire de Kernével est retiré du canton de Bannalec pour être intégré à celui de Rosporden.

## Démographie
Selon le géographe Jean Ogée, la population de Kernével s'élevait à 1 700 communiants à la fin du XVIIIe siècle.
À partir de 1968, les habitants sont comptés dans la population de la commune de Rosporden.
| 1793  | 1800  | 1806  | 1821  | 1831  | 1836  | 1841  | 1846  | 1851  |
| ----- | ----- | ----- | ----- | ----- | ----- | ----- | ----- | ----- |
| 1 418 | 1 496 | 1 527 | 1 644 | 1 606 | 1 816 | 1 903 | 2 032 | 2 033 |

| 1856  | 1861  | 1866  | 1872  | 1876  | 1881  | 1886  | 1891  | 1896  |
| ----- | ----- | ----- | ----- | ----- | ----- | ----- | ----- | ----- |
| 2 132 | 1 930 | 2 047 | 1 962 | 2 147 | 2 318 | 2 412 | 2 476 | 2 544 |

| 1901  | 1906  | 1911  | 1921  | 1926  | 1931  | 1936  | 1946  | 1954  |
| ----- | ----- | ----- | ----- | ----- | ----- | ----- | ----- | ----- |
| 2 579 | 2 639 | 2 711 | 2 802 | 2 908 | 2 847 | 2 775 | 2 719 | 2 727 |

| 1962  | 1968  | 1999  | 2016  | - | - | - | - | - |
| ----- | ----- | ----- | ----- | - | - | - | - | - |
| 2 650 | 2 485 | 2 664 | 3 184 | - | - | - | - | - |

## Administration
Un maire délégué remplit les fonctions d'officier d'état civil et d'officier de police judiciaire. Il peut être chargé, dans la commune associée, de l'exécution des lois et règlements de police et recevoir du maire certaines délégations.
Le maire délégué préside une commission consultative. Celle-ci, selon la loi, peut se saisir de toute affaire intéressant directement la population ou le territoire de la commune associée et faire des propositions au maire.
Kernével conserve aussi une mairie annexe avec un bureau d'état civil, ainsi qu'un centre communal d'action sociale (CCAS) doté d'une personnalité juridique.
| Période                                  | Période      | Identité                               | Étiquette | Qualité |
| ---------------------------------------- | ------------ | -------------------------------------- | --------- | --- |
| Les données manquantes sont à compléter. |              |                                        |           | |
| 1803                                     | 1804         | François Keroué                        |           | Cabaretier. |
| 1814                                     | 1822         | Vincent-François Billette de Villemeur |           | Avocat. Il fut aussi maire de Rosporden.                                                                                                  |
| 1826                                     | 1827         | René de Kerguélen-Kerbiguet            |           | |
| 1828                                     | 1837         | Julien Laporte                         |           | Médecin à Rosporden. |
| 1841                                     | 1852         | Jean-Jacques L'Haridon de Penguilly    |           | Propriétaire cultivateur. |
| 1852                                     | 1855         | Henri Burel                            |           | Propriétaire cultivateur. |
| 1856                                     | 1870         | Goret                                  |           | |
| 1871                                     | 1874         | Henri Burel                            |           | Propriétaire cultivateur. Fils d'Henri Burel, maire entre 1852 et 1855.                                                                   |
| 1874                                     | 1876         | Charles Kersulec                       |           | Cultivateur. |
| 1884                                     | 1884         | Henry                                  |           | |
| 1884                                     | 1888         | Henri Burel                            |           | Déjà maire entre 1871 et 1874. |
| 1888                                     | 1901         | François Monfort                       |           | |
| 1902                                     | 1909         | Jean-Marie Kersulec                    |           | Cultivateur. |
| 1910                                     | 1919         | Yves Boëdec                            |           | Cultivateur. |
| 1919                                     | 1935         | Jean Créo                              | Rad-Soc   | |
| 1935                                     | 1945         | Ernest Boëdec                          |           | |
| 1945                                     | 1949         | Marie Mahé (née Tessier)               | PCF       | Commerçante. Première femme maire de Kernével. À l'origine de la fusion avec Rosporden en 1974.                                           |
| 1949                                     | 1977         | René Nicolas                           | PCF       | Artisan-forgeron. Résistant FTP. Conseiller général du canton de Bannalec entre 1949 et 1955. Maire délégué de Kernével à partir de 1974. |
| 1977                                     | 1998         | Francis Dufour                         | PCF       | Maire délégué. |
| 1998                                     | 2008         | Jacques Rannou                         | PCF       | Maire délégué. |
| 2008                                     | 2014         | Norbert Bourgeois                      | DVD       | Maire délégué et conseiller communautaire.                                                                                                |
| 2014                                     | juillet 2016 | Andrée Salomon                         | DVD       | Maire délégué. Conseillère communautaire.                                                                                                 |
| 8 juillet 2016                           | En cours     | Jacques Rannou                         | PCF       | Maire délégué. Retraité SNCF. Conseiller communautaire.                                                                                   |

## Littérature
- Le manoir de Kermadéoua est désormais habité par l'écrivain et poète Gérard Le Gouic.